# 武威郡
武威郡，中國古郡名，漢朝時設置，為河西四郡之一，前凉，后凉，南凉，北凉，大凉，西夏（夏神宗）均建都于此，故称西北首府，六朝古都。位於今中华人民共和国甘肃省武威市。名稱取自「武功軍威」之意。

## 沿革

### 漢代武威郡
武威原為匈奴休屠王領地。
元狩二年（前121年），渾邪王與休屠王遭霍去病擊敗，歸附漢朝。
武帝太初四年（前101年）以休屠王領地為武威郡。
東漢時，將它歸為《禹贡》九州之雍州（后有涼州），後稱涼城。初領姑臧、張掖、武威、休屠、揟次、鸞鳥、樸𠟼、媼圍、宣威、倉松10縣。永初五年（111年）左右，安定郡鸇陰、租厲2縣及張掖郡顯美縣來隸，設有左騎1官治1城（治今地不詳），至東漢末未變。
隋朝开皇初年郡废。

### 隋代武威郡
大业初年，复置武威郡。户一万一千七百五，下辖四县：姑臧县、昌松县、番和县、允吾县。唐朝武德二年（619年），平李轨，置凉州总管府，管凉、甘、瓜、肃四州。凉州领三县：姑臧县、昌松县、番禾县。武德三年（620年），又置神乌县。七年（624年），改为凉州都督府，督凉、肃、甘、沙、瓜、伊、芳、文八州。咸亨元年（670年），为凉州大都督府。督凉、甘、肃、伊、瓜、沙、雄七州。上元二年（675年），为凉州中都督府。神龙二年（706年），置嘉麟县。天宝元年（742年），改为武威郡，督凉、甘、肃三州。乾元元年（758年），天下郡改为州，武威郡复为凉州。旧领三县，户八千二百三十一，口三万三千三十。天宝时，户二万二千四百六十二，口十二万二百八十一，领五县：姑臧县、神乌县、昌松县、天宝县、嘉麟县。